# 安鐸戰役
安鐸戰役（英語：Battle of Endor）是電影《星際大戰》世界觀中，銀河由帝國轉為新共和過程裡的一個關鍵戰役。電影《星際大戰六部曲：絕地大反攻》中，在安鐸之月上發生了一場地面戰，由路克、韓、莉亞和邱巴卡帶領隊員前破壞在安鐸之月上死星二號的防衛系統，最後在當地的土著依娃族協助下成功達成任務，令反抗軍同盟的船艦可進攻死星二號。同時路克·天行者在死星上與達斯·維達和白卜庭交戰。最後由藍道·卡瑞辛率領的艦隊破壞失去防禦系統的死星二號，同時也抗擊帝国滅星者組成的艦隊，死星二號最後被消滅。另外，因路克·天行者被白卜庭地黑暗原力電擊重傷，令作為路克父親的帝國元帥達斯·維達倒戈殺死白卜庭以保護兒子，但也因維生系統被黑暗原力閃電連帶破壞而死亡。